# Świadkowie Jehowy na Litwie
Świadkowie Jehowy na Litwie – społeczność wyznaniowa na Litwie, należąca do ogólnoświatowej wspólnoty Świadków Jehowy, licząca w 2023 roku 2945 głosicieli, należących do 41 zborów. Na dorocznej uroczystości Wieczerzy Pańskiej w 2023 roku zgromadziło się 4761 osób. Działalność miejscowych Świadków nadzoruje Biuro Oddziału, znajdujące się w Vantaa, w Finlandii. Biuro Krajowe wraz z Biurem Tłumaczeń znajduje się w Giraitė na przedmieściach Kowna. Również tam znajduje się jeden z 17 ośrodków szkoleń biblijnych na świecie.

## Historia

### Początki

#### Działalność na terenach należących w tamtym czasie doCesarstwa Niemieckiego
W 1912 roku po raz pierwszy rozpowszechniano publikacje religijne w okolicach miasta Memel (obecnie Kłajpeda), co zaowocowało powstaniem pierwszych grup wyznawców. W październiku 1913 roku niemieckojęzyczne grupy w Heydekrug (obecna Szyłokarczma), Memel odwiedził Paul Balzereit, a w lutym i lipcu 1915 roku pielgrzym Bernhard Buchholz.
W 1917 roku grupę w Bismarcku (obecne Žalgiriai) odwiedził przedstawiciel niemieckiego biura, pielgrzym Karl Wellershaus. W 1920 roku grupy w Uszlöknen (obecnie Užlėkniai) oraz w Memel odwiedził przedstawiciel niemieckiego biura, pielgrzym Hermann Herkendell (1889–1926).

### Lata 20. XX wieku
W 1920 roku współwyznawcy z Wielkiej Brytanii, Danii, Finlandii i Niemiec zaczęli na Litwie rozpowszechniać publikacje religijne i wygłaszać wykłady, których wysłuchało kilka tysięcy osób.

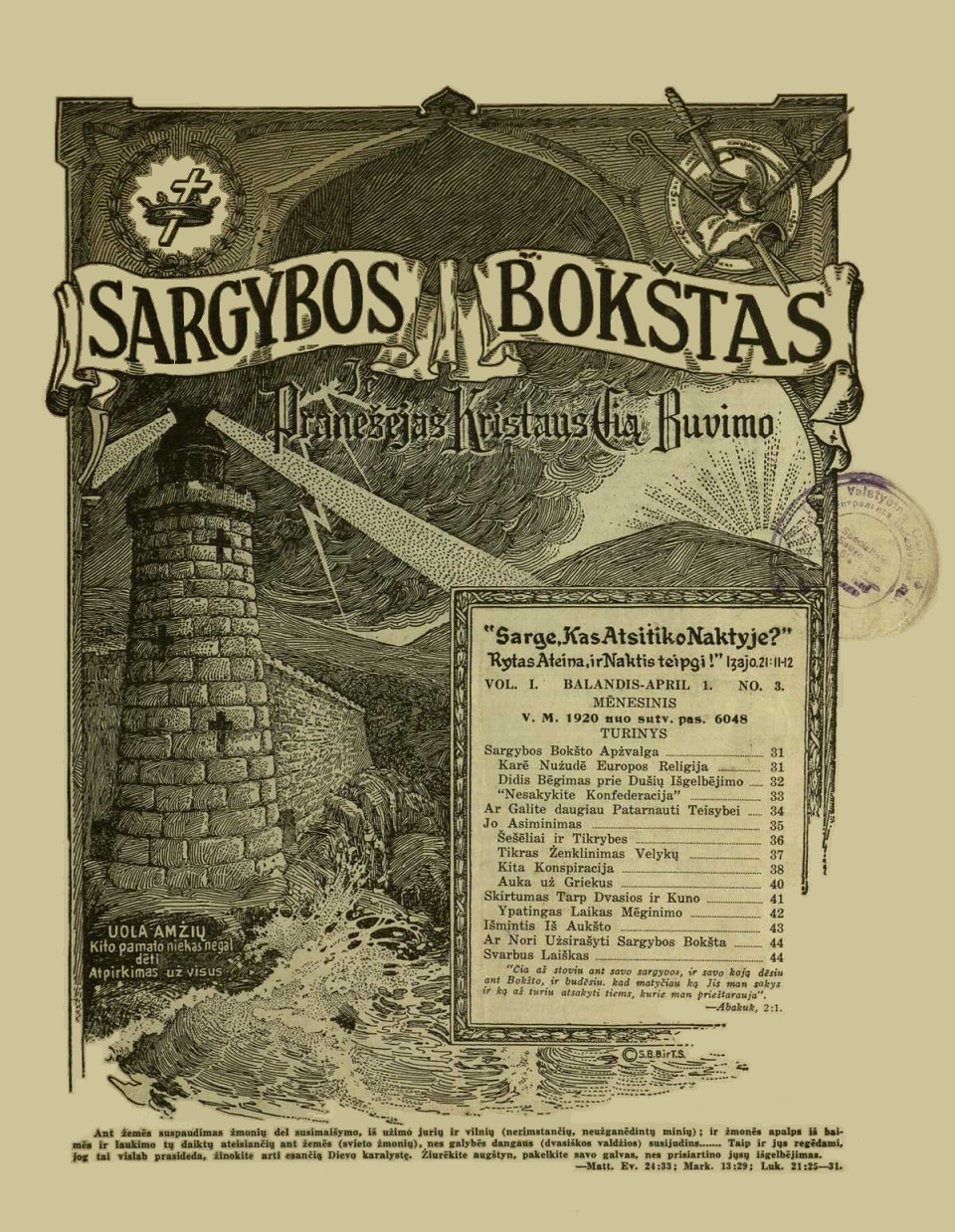
„Strażnica” w języku litewskim
(kwiecień 1920, rok I, numer III)
– wydanie Strażnica – Tow. Biblijne i Broszur

W 1925 roku nadzór nad działalnością Świadków Jehowy na Litwie i w innych krajach nadbałtyckich oraz skandynawskich objęło Biuro Północnoeuropejskie w Danii. W tym samym roku odbyło się zgromadzenie w teatrze Mariampolu, na który przybyło około 700 osób, a w lipcu w Możejkach odbyło się mniejsze zgromadzenie, w którym wzięło udział 35 osób, w tym wyznawcy z Kłajpedy.
W 1926 roku Fred Gabler z Anglii udał się na Litwę, a wkrótce dołączył do niego Percy Dunham, aby prowadzić działalność kaznodziejską. Dwa lata później powstał duży zbór polskojęzyczny w Wilnie (wówczas w Polsce). 

### Lata 30. XX wieku
W lipcu 1931 roku Świadkowie Jehowy (przyjęcie nowej nazwy) zorganizowano zgromadzenie w Heydekrugu. W tym samym roku oprócz kilkudziesięciu głosicieli mieszkających w Wilnie działało jeszcze 11 głosicieli. 20 kwietnia 1934 roku prawnie zarejestrowano stowarzyszenie Tarptautinė Biblijos Tyrinėtojų Sajunga (Międzynarodowe Stowarzyszenie Badaczy Pisma Świętego), które reprezentowało Świadków Jehowy. Sługą Biura Oddziału w Kownie w roku 1934 został Andrew Jack. 1 stycznia 1938 roku rejestracja stowarzyszenia została anulowana, a prześladowania Świadków Jehowy na Litwie nasiliły się jeszcze przed wybuchem II wojny światowej. W 1939 roku na terenie Litwy działalność kaznodziejską prowadziło 62 Świadków Jehowy.

### Lata 40. XX wieku
Po drugiej wojnie światowej kilkunastu polskojęzycznych Świadków Jehowy zostało przesiedlonych na tereny Polski. Wśród nich było kilka nauczycielek przybyłych z Wileńszczyzny do Braniewa.

### Prześladowania
Pierwsze deportacje Świadków Jehowy na Syberię rozpoczęły się nocą 10 lutego 1940 roku. 1 kwietnia 1951 roku rozpoczęła się Operacja Północ, 151 Świadków Jehowy zesłano także na Syberię, a ich mienie zostało skonfiskowane. Niewielka grupka Świadków, która uniknęła deportacji, rozpoczęła działalność podziemną. W 1946 roku niektórzy zainteresowani wierzeniami Świadków Jehowy uwolnieni z łagrów na Syberii, w wyniku repatriacji zostali bezpośrednio przesiedleni do Polski i tam dopiero zostali ochrzczeni. W 1959 roku co najmniej dwóch Świadków Jehowy powróciło z zesłania, jednak większość litewskich współwyznawców pozostawała w łagrach. W latach 1960–1961 i 1964–1990 literaturę biblijną na język litewski głównie z rosyjskiego tłumaczyła Ona Mockutė. W latach 1962–1964 za tę działalność była więziona w Tallinie w Estonii. Świadkowie Jehowy na Litwie nadal znosili prześladowania ze strony władz radzieckich.
W latach 1970–1989 litewscy Świadkowie Jehowy przemycali na Litwę mikrofilmy ze „Strażnicą” z Rosji. Na miejscu tajnie drukowali również inne publikacje Świadków Jehowy. Przez 30 lat do roku 1990 literatura biblijna była tłumaczona w konspiracyjnych warunkach głównie z języka rosyjskiego. 1 września 1992 roku otworzono małe biuro tłumaczeń w Kłajpedzie. Następnie dział ten przeniesiono do Biura Oddziału pod Kownem.
Latem roku 1989 i 1990 kilkudziesięciu delegatów z Litwy pojechało do Polski na kongresy pod hasłem „Prawdziwa pobożność” oraz pod hasłem „Czysta mowa”. W 1991 roku litewscy delegaci pojechali autobusami na kongres pod hasłem „Lud miłujący wolność” do Tallinna w Estonii.
W 1993 roku na Litwę przybyli pierwsi misjonarze – absolwenci Biblijnej Szkoły Strażnicy – Gilead.

### Legalizacja działalności
21 lipca 1993 roku zarejestrowano Lietuvos Jehovos liudytojų religinė bendrija (Religijne Towarzystwo Świadków Jehowy na Litwie). Po zmianach prawnych z 1995 roku, dotyczących związków wyznaniowych zostało ono zarejestrowane ponownie 3 stycznia 1997 roku, a 11 września tego samego roku zarejestrowano również dwa inne stowarzyszenia reprezentujące Świadków Jehowy na Litwie. W roku 1995 na Litwę skierowano 18 polskich absolwentów Kursu Usługiwania.
W 2006 roku 250 litewskich delegatów uczestniczyło w kongresie międzynarodowym pod hasłem „Wyzwolenie jest blisko!” w Chorzowie. We wrześniu 2008 roku powstała w Wilnie grupa polskojęzyczna, prowadząca zebrania w tym języku. Rok później kilkuset litewskich delegatów uczestniczyło w kongresie międzynarodowym pod hasłem „Czuwajcie!” w Poznaniu.
W 2010 roku zanotowano liczbę 3110 głosicieli, a na uroczystości Wieczerzy Pańskiej (Pamiątce) zebrały się 5644 osoby. Latem 2011 roku polscy współwyznawcy pomagali w przeprowadzaniu specjalnej kampanii kaznodziejskiej. W tym samym roku przybyli kolejni misjonarze ze 130. klasy Szkoły Gilead, a w następnym roku ze 131. klasy. 15 lipca 2011 roku podczas zgromadzeń pod hasłem „Niech przyjdzie Królestwo Boże!” Stephen Lett, członek Ciała Kierowniczego ogłosił wydanie w języku litewskim Chrześcijańskich Pism Greckich w Przekładzie Nowego Świata. 24 listopada 2018 roku w miejscowości Hämeenlinna w Finlandii, ogłoszono wydanie Pisma Świętego w Przekładzie Nowego Świata w języku litewskim. W 2019 roku delegacje z Litwy uczestniczyły w kongresach międzynarodowych pod hasłem „Miłość nigdy nie zawodzi!” w Atlancie, Berlinie, Kopenhadze, Saint Louis, Toronto, Warszawie.
We wrześniu 2020 roku w Wilnie w formie online odbyło się seminarium na temat dyskryminowania i prześladowania Świadków Jehowy na świecie.
7 czerwca 2022 roku Europejski Trybunał Praw Człowieka wydał korzystne dla Świadków Jehowy orzeczenie w skardze przeciwko Litwie, w kwestii odmowy Świadkowi Jehowy z Litwy możliwości skorzystania ze zwolnienia z odbywania służby wojskowej.
Kongresy regionalne odbywają się w języku litewskim i rosyjskim (zgromadzenia obwodowe i zebrania zborowe dodatkowo również w języku angielskim i litewskim migowym). W Kłajpedzie działa kiosk z bezpłatną literaturą biblijną w różnych językach. W 2021 roku na Litwie co miesiąc prowadzono przeciętnie ponad 1800 bezpłatnych kursów biblijnych.

## Grupa polskojęzyczna
- Historia:

Działalność wśród polskojęzycznej ludności Wileńszczyzny rozpoczęto w latach 20. XX wieku. W roku 1925 w Wilnie (na terenie ówczesnej Polski) działało 37 głosicieli, a w 1928 roku powstał zbór polskojęzyczny. Wileńscy wyznawcy będący kolejarzami rozpowszechniali publikacje biblijne na trasach kolejowych (m.in. na trasach do Białegostoku i Mińska). W Wilnie działał m.in. Kulwanowski. W 1931 roku w Wilnie było kilkudziesięciu polskojęzycznych Świadków Jehowy, a poza miastem mieszkało ich 11. Działalność kaznodziejską w języku polskim prowadzono również w powiecie brasławskim, gdzie później powstała grupa głosicieli. Od 10 lutego 1940 roku niektórych deportowano na Syberię. Po II wojnie światowej większość Świadków Jehowy pochodzenia polskiego zostało przesiedlonych na tereny Polski (w tym zainteresowani wierzeniami Świadków Jehowy w roku 1946 uwolnieni z łagrów na Syberii).
W roku 1995 do Wilna skierowano 18 pionierów specjalnych, polskich absolwentów ówczesnego Kursu Usługiwania. We wrześniu 2008 roku powstała w Wilnie grupa polskojęzyczna, w roku 2012 została przekształcona w zbór, w roku 2022 ponownie w grupę, która działała do wiosny 2024 roku. Latem 2011 roku polscy współwyznawcy pomagali w przeprowadzaniu specjalnej kampanii kaznodziejskiej wśród ludności polskojęzycznej. W roku 2014 przybyło z Polski dwóch pionierów specjalnych, absolwentów Kursu Biblijnego dla Braci, a jesienią 2015 roku – absolwenci Kursu dla Ewangelizatorów Królestwa zorganizowanego w Polsce.